# Ironstone Hill Conservation Park
Ironstone Hill Conservation Park är en park i Australien. Den ligger i delstaten South Australia, omkring 240 kilometer nordväst om delstatshuvudstaden Adelaide. Ironstone Hill Conservation Park ligger 157 meter över havet.
Trakten runt Ironstone Hill Conservation Park är nära nog obefolkad, med mindre än två invånare per kvadratkilometer.. 
Omgivningarna runt Ironstone Hill Conservation Park är i huvudsak ett öppet busklandskap. Genomsnittlig årsnederbörd är 370 millimeter. Den regnigaste månaden är juni, med i genomsnitt 62 mm nederbörd, och den torraste är oktober, med 6 mm nederbörd.